# Aérodrome d'Aire-sur-l'Adour
L’aérodrome d’Aire-sur-l’Adour (code OACI : LFDA) est un aérodrome ouvert à la circulation aérienne publique (CAP), situé à 1,5 km au nord-est d’Aire-sur-l'Adour dans les Landes (région Nouvelle-Aquitaine, France).
Il est utilisé pour la pratique d’activités de loisirs et de tourisme (aviation légère et montgolfière).

## Installations
L’aérodrome dispose de deux pistes orientées est-ouest (12/30) et dotées d’un balisage diurne :
- une piste bitumée longue de 1 000 mètres et large de 30 ;
- une piste en herbe longue de 975 mètres et large de 80, accolée à la première et réservée aux planeurs.

L’aérodrome n’est pas contrôlé. Les communications s’effectuent en auto-information sur la fréquence de 118,975 MHz.
S’y ajoutent :
- une aire de stationnement ;
- des hangars ;
- une station d’avitaillement en carburant (100LL) et en lubrifiant[2].

## Activités
- Aéro-club d’Aire sur l’Adour